# ノースウエスト航空327便
ノースウエスト航空327便は、2004年6月29日、アメリカ合衆国・ミシガン州ロムルスのデトロイト・メトロポリタン・ウェイン・カウンティ空港からカリフォルニア州ロサンゼルスのロサンゼルス国際空港までのフライトで、ボーイング757-200型機N543USが使用された。
サンディエゴでの仕事に向かう13人のシリア人ミュージシャンのグループの行動を、何人かの乗客が不審に感じ、テロ攻撃もしくはそのリハーサルであるドライランなのではないかという懸念を持った。そのような乗客の一人であるジャーナリストのアニー・ジェイコブセンがこの件についての記事を書き、全米で注目されるようになった。
『ワシントン・タイムズ』紙が情報自由法に基づく情報公開を請求し、国土安全保障省監察官による報告書の修正版が2007年5月に発表された。

## 事件
当該機には、離陸前に14人の中東系の男性が搭乗した。14人のうち13人はアメリカに短期ビザで滞在しているシリア国籍の人物で、現金で購入した片道航空券を使用していた。ビザの期限は6月10日で、延長申請中だった（最終的に延長が認められた）。
フライト中、夫とともに搭乗していた『ウーマンズ・ウォールストリート』の記者アニー・ジェイコブセンは、彼らが不審な行動をしていると感じた。ジェイコブセンの主張によれば、客室乗務員の一人が、男たちが不審な行動をしていると思ったと機内のスカイマーシャルに通知していた。しかし、そのスカイマーシャルによれば、客室乗務員は単にジェイコブセンに対する懸念を伝えてきただけだったと述べた。ジェイコブセンとその夫は、自分たちの懸念が真剣に受け取られていないと感じ、ますます声を上げるようになった。スカイマーシャルは、この2人の方こそテロリストではないかと考え、2人の身元を明らかにするために、それを聞き出そうとした。
ジェイコブセンは、『ウーマンズ・ウォールストリート』に"Terror in the Skies, Again?"というこの一見についての一連の記事を書き、同便の他の乗客もジェイコブセンの話を裏付けていると主張した。その1人は、自身が目撃したものに大変恐怖し、もう飛行機には乗らないと語った。他の乗客は、死を覚悟したと語った。同便の乗客の1人が、『ワシントン・タイムズ』紙にこの一件について確認した。
CNNのアーロン・ブラウンによると、この一件をめぐる議論はインターネット・ミームとなった。ジェイコブセンの記事は、中国語、スワヒリ語、ドイツ語など多くの言語に翻訳され、世界中に広まった。
ジェイコブセンは『ウーマンズ・ウォールストリート』の記事で、彼女が不審に思った行動を詳しく述べている。彼女によると、搭乗前、男たちはお互いに会話をせず、グループのようには見えなかったという。搭乗中、男たちは他の男とアイコンタクトを取り、同意したかのようにうなずいていたという。そのうちの1人は、整形外科用の履物を履いており、離陸直前に「席を替えたい」と大声で訴えていた。飛行中に1度、1人の男が大きなマクドナルドの袋をトイレに持って行ったが、戻ってきたときには空になっており、他の男性2人とすれ違う際に親指を立ててサインをしていた。別の男は、布の塊、カメラ、携帯電話などの物体をトイレに持って行った。飛行中、男たちは一斉に立ち上がってトイレに向かい、2・3人のグループに分かれて通路に集まっていた。スーツ姿にサングラスをかけた男は、コックピットのドアから1フィートほど離れたところに立っていた。機長が着陸の開始をアナウンスすると、7人の男たちは一斉に立ち上がり、それぞれ4分ほどかけてトイレに向かった。最後にトイレから出た男は、他の男とすれ違うときに人差し指で首筋をなぞりながら「ノー」と言ったように見えた。
飛行機がロサンゼルスに到着すると、不審な行動をしていたとジェイコブセンが主張した14人は尋問と身元確認のために拘留された。連邦航空保安局は、彼らがサンディエゴのカジノへ演奏のために向かっていたシリアのバンドメンバーであると結論づけた。しかし、ジェイコブセンは、航空保安局は14人のうち2人を簡単に調査しただけで、空港を出た後に男たちがどこに行ったか誰も特定していないと主張している。シクアン・カジノ&リゾートは、その2日後にシリアの歌手ヌール・マンナが自身のバックバンドとともに来てそこでパフォーマンスを行ったことを確認した。

## 報告への反応
後日、『タイム』誌のインタビューで、この便に搭乗していたスカイマーシャルは次のように述べている。「メインパートナーや私は、飛行機や乗客に対する差し迫った脅威を感じたことは一度もありませんでした。（中略）その乗客が327便での行動に不安を感じたのは理解できますが、そのような行動は異常ではありますが、セキュリティ上の問題ではありませんでした。飛行機への脅威はありませんでした。」監察官が作成した国土安全保障省の報告書によると、このスカイマーシャルは当該のシリア人の旅行ビザの期限が切れていることには気づいていたが、その情報を上司に報告していなかったことが明らかになった。
さらに、そのエアマーシャルたちは、ジェイコブセンが中東系の人物の存在に過剰反応し、他の乗客をパニックに陥れ、より大きな問題を引き起こす危険性があったと考えていた。また、ジェイコブセンの行動が、どの人物がエアマーシャルであるかをテロリストが特定するために行ったものである可能性を懸念し、ジェイコブセンがフライト全体を危険にさらす可能性があったと述べている。
国土安全保障省の監察官事務所は、32か月間に渡って327便の一件の調査を行ったが、その報告書は機密扱いとなっている。しかし、公開された修正版の報告書により、この飛行機に乗っていた音楽グループのプロモーターが、2004年1月にも同様の事件に巻き込まれていたことが明らかになった。
『ワシントン・タイムズ』紙の記事では、ノースウエスト航空327便の一件が、民間機を含む将来のテロ攻撃のための「ドライラン」であると一部のエアマーシャルが考えていると主張したが、そのエアマーシャルの名前や所属、もしくは匿名であったのかについては記載されていない。続報では、「情報自由法」に基づく情報開示の請求をしたことを明らかにした。
航空機パイロット組合連合(CAPA)の会長のゲイリー・ベッチャーは、ジェイコブセンはおそらくドライランを目撃した可能性が高く、自身も似たような経験を何度もしていると述べた。エアマーシャルのP・ジェフリー・ブラックは、327便の一件はテロのための調査かドライランであるという自身の見解を示した。アメリカン航空のパイロットのマーク・ボゴシアンは、ジェイコブセンが述べたような事件は、航空会社の乗務員が以前から知っている「汚い小さな秘密」であると述べた。
ジェイコブセンの元の記事は電子メールで広く拡散された。都市伝説などのファクトチェックを行うWebサイト「スノープス」でジェイコブセンの主張の信憑性が議論されたが、そこでは「虚偽」と結論付けられた。